# Manuel do Cenáculo
Manuel do Cenáculo de Vilas-Boas Anes de Carvalho (né à Lisbonne, au Portugal, le 1er mars 1724 - décédé à Évora, au Portugal, le 26 janvier 1814), est un religieux portugais, membre de l'ordre des franciscains. Il fut évêque de Beja (1770-1802) et archevêque d'Évora (1802-1814). 

## Biographie
Il est consacré évêque le 28 octobre 1770 par Francisco de Saldanha da Gama avec comme co-consécrateurs Antonio Bonifacio Coelho et Bartolomeu Manuel Mendes dos Reis (pt).

## Succession apostolique
Manuel do Cenáculo a ordonné les évêques suivants :
- Évêque João Evangelista Pereira da Silva (pt), T.O.R. (1771)
- Archevêque Joaquim Borges de Figueiroa (pt) (1771)
- Évêque Manuel da Ressurreição (pt), O.F.M. Obs. (1771)
- Évêque Luís da Anunciação Azevedo (pt), O.P. (1771)